# Paul Francis Tanner
Paul Francis Tanner (* 15. Januar 1905 in Peoria, Illinois; † 29. Juli 1994 in Jacksonville, Florida) war ein US-amerikanischer Geistlicher und Bischof von Saint Augustine.

## Leben
Paul Francis Tanner empfing am 30. Mai 1931 das Sakrament der Priesterweihe. Von 1958 bis 1968 war Tanner Generalsekretär der US-amerikanischen Bischofskonferenz.
Am 18. Oktober 1965 ernannte ihn Papst Paul VI. zum Titularbischof von Lamasba. Der Apostolische Delegat in den Vereinigten Staaten, Erzbischof Egidio Vagnozzi, spendete ihm am 21. Dezember desselben Jahres die Bischofsweihe; Mitkonsekratoren waren der Erzbischof von Milwaukee, William Edward Cousins, und der Erzbischof von Washington, Patrick Aloysius O’Boyle. Am 15. Februar 1968 ernannte ihn Paul VI. zum Bischof von Saint Augustine.
Tanner nahm an der vierten Sitzungsperiode des Zweiten Vatikanischen Konzils teil. Paul Francis Tanner trat am 21. April 1979 als Bischof von Saint Augustine zurück.